# Kaye Don
Kaye Ernest Donsky, dit Kaye Don, né le 10 avril 1891 à Dublin et décédé le 29 août 1981 à Chobham (Surrey) à 90 ans, est un ancien pilote automobile et motocycliste irlandais, sur circuits, également skeeper.

## Biographie
Kaye Don débute par les compétitions motocyclistes en 1912, puis participe au premier conflit mondial au sein des Royal Flyng Corps comme observateur d'artillerie.
Sa carrière en compétition automobile commence en 1920 sur le circuit de Brooklands, où il estassocié à Kingston, Surbiton and Hampton Wick, pour s'achever en 1936 (15e du Grand Prix de Donington, comme coéquipier de René Le Bègue sur Delahaye type 135S). Il concourt sur A.C. (première moitié des années 1920), Lea Francis (1927-1928), Sunbeam (1929-30), Alfa Romeo (1930 et 1933), Riley (1932), Bugatti (1932-33), et MG (1932-1934, modèles "Midget" et Magnette).
Il participa à la première course sur le circuit d'Ards près de Belfast en Ulster, dans le cadre du RAC Tourist Trophy, qu'il remporte (en 1928).
En 1933, la femme de Kaye Don, Rita, remporte le Women's Mountain Handicap des 6 milles à Brooklands, sur Riley.
Le 28 mai 1934, son passager Francis Tayler employé de MG trouve la mort lors d'un accident sur l'île de Man, à l'occasion d'essais nocturnes avec sa MG "Magnette".
Durant les années 1940, Kaye Don crée la société Ambassador Motorcycles pour construire différents modèles de motos, jusqu'à son rachat par DMW Motorcycles en 1962.
Kaye Don décède le 29 août 1981 et est inhumé au cimetière de Jéricho (Oxford).

## Palmarès

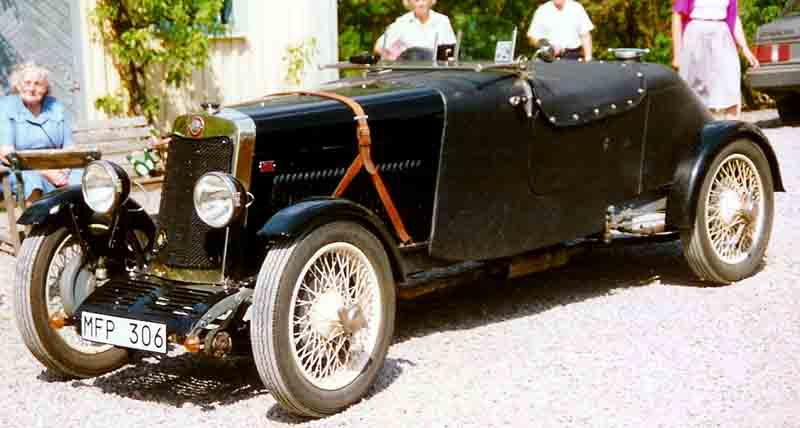
Une Lea-Francis Hyper Sport SS 1.5 l L4 à compresseur, de 1928.

- RAC Tourist Trophy, en 1928, sur Lea-Francis Hyper S 1,5 l.
- President's Gold Cup, en 1923 sur A.C. et en 1928 sur Lea-Francis.
  - 2e du British Empire Trophy 1933, sur Bugatti Type 54 5,0 L S8
  - 2e du Lightning Short Handicap 1933, sur Bugatti (au circuit de Brooklands)
  - 3e lors du Sprint Meeting 1933 au scratch et au Weybridge Lightning Mountain Handicap, sur Bugatti (à Brooklands)
  - 4e de la Coupe Saorstat lors du Grand Prix d'Irlande 1930, sur Alfa Romeo 6C 1500 SS
  - 4e du Mannin Moar 1933, sur Alfa Romeo 8C 2300

## Records de vitesse terrestres

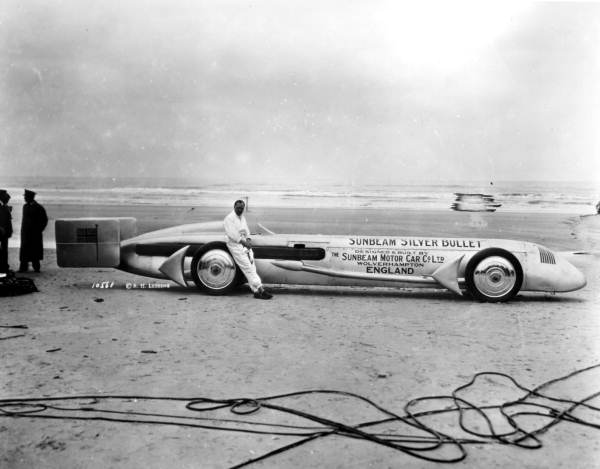
La Sunbeam Silver Bullet de 1929 pour Kaye Don n'eut pas les succès escomptés malgré deux moteurs aéronautiques suralimentés de 24 litres chacun. Ce fut la dernière tentative de l'entreprise de Wolverhampton en matière de records terrestres.

- 1928 (22 septembre) : record du tour au circuit de Brooklands (extérieur), avec 212,05 km/h départ arrêté (sur Sunbeam);
- 1929 (5 août) : record battu à Brooklands (toujours portion extérieure), à 216,04 km/h (sur voiture à moteur Wolseley "Viper" V8);
- 1930 (8 mars) : échec à Daytona Beach pour battre le Record de vitesse terrestre sur Silver Bullet, en présence de son concepteur l'ingénieur breton Louis Coatalen; les 299 km/h alors atteints sont insuffisants;
- 1930 (9 juin) : record battu à Brooklands (toujours portion extérieure), à 221,41 km/h (sur sa Sunbeam "Tigress" V12);
- Nombreux records de classe, entre 1928 et 1930 à Brooklands.

## Record de vitesse aquatique

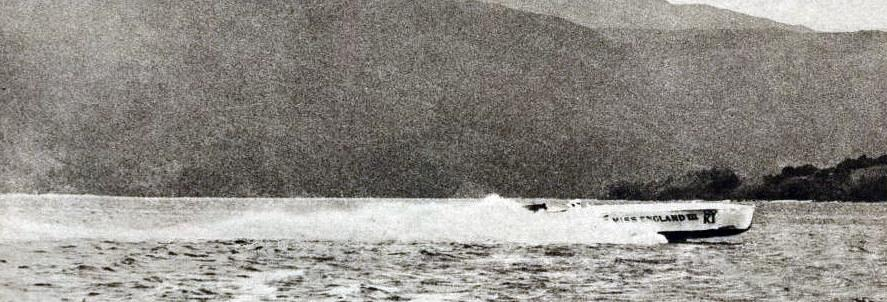
18 juillet 1932, Kaye Don, devant 20 000 spectateurs au Loch Lomond, sur Miss England III (192,82 km/h, record mondial de vitesse aquatique sur le mile).

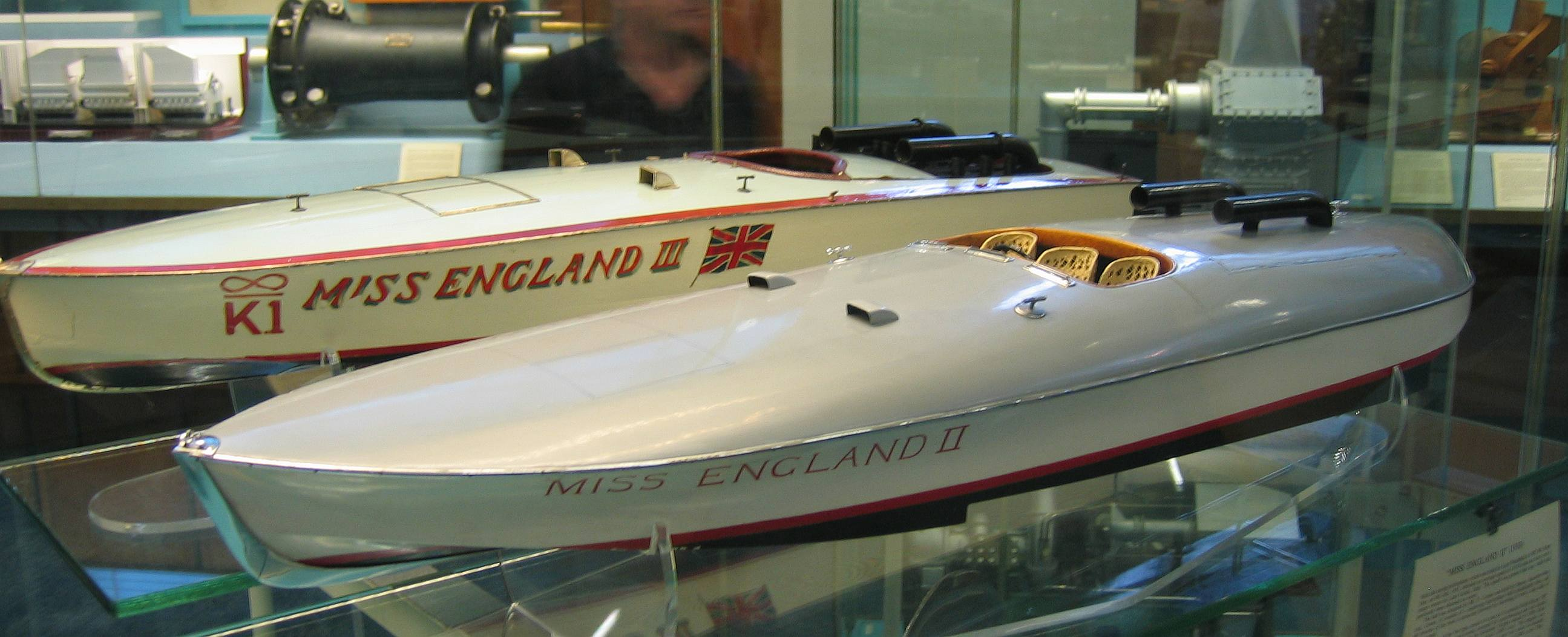
Miss England II au Science Museum de Londres (en arrière-plan Miss England III).

- 1931 : record mondial de 162,01 km/h sur Miss England II de Lord Wakefield, lors de sa victoire dans la première manche du Trophée Harmsworth (en) de Détroit devant plus de 1 million de spectateurs; victoire finale de Garfield Wood, premier homme à dépasser les 100 mph (161 km/h), trois jours auparavant lors des préparatifs de la course sur Miss America IX).

## Citation
« Une ou deux des expériences que j'ai eues ont été quelque peu passionnantes. »

— Kaye Don, à l'Empire Club of Canada en 1931, après son record de vitesse aquatique.

## Distinctions
- British Racing Drivers Club (BRDC) Gold Star : en 1927 (alors sur Sunbeam 2,0 l) et 1928 (sur Sunbeam Tiger 4,0 l).